# Wald, Bern
Wald är en kommun i distriktet Bern-Mittelland i kantonen Bern, Schweiz. Kommunen har 1 195 invånare (2023). Wald bildades 1 januari 2004 genom att de två tidigare kommunerna Englisberg och Zimmerwald slogs ihop. Huvudort i kommunen är Zimmerwald.